# St. Laurentius und St. Agatha (Oggelshausen)
Die römisch-katholische Pfarrkirche St. Laurentius und St. Agatha steht in Oggelshausen. Die Kirchengemeinde gehört zum Dekanat Biberach der Diözese Rottenburg-Stuttgart. Das Bauwerk ist beim Landesamt für Denkmalpflege Baden-Württemberg als Baudenkmal eingetragen.

## Geschichte und Gestaltung
Die Kirche wurde 1901/1902 erbaut und ersetzte eine mehr als 500 Jahre alte Vorgängerkirche, die zuletzt eine barocke Ausgestaltung hatte. Mit dem Abbruch der Vorgängerkirche, die für Oggelshausen zu klein geworden war, wurde am 23. März 1901 begonnen. Am 9. Mai 1901 erfolgte die Grundsteinlegung der heutigen Kirche. Am 5. August 1905 wurde sie durch den Bischof Paul Wilhelm von Keppler eingeweiht. Der Kirchturm, der ursprünglich aus dem Jahr 1523 stammt und 1775 verändert wurde, blieb bei der Neugestaltung erhalten. Die Kirche wurde nach Plänen des Kirchenbaumeisters Ulrich Pohlhammer errichtet und ist ein Beispiel für die sakrale Architektur der Zeit. Aus der Vorgängerkirche wurden die beiden Seitenaltäre aus dem Jahr 1870 sowie der Hochaltar von 1865 integriert. Die Kirchenbemalung erfolgte von Mai bis Mitte August 1914, welche noch heute in ihrer Ursprünglichkeit vollständig erhalten ist. Die heutigen 4 Glocken stammen aus dem Jahr 1950. In den 1960er Jahren wurde die Kirche um einen Zelebrationsaltar und einen Ambo ergänzt.
Die Kirche beherbergt eine Reihe von Kunstwerken, die sowohl historisch als auch künstlerisch von Bedeutung sind. Besonders sehenswert ist die Pietà, welche neben Figuren des Heiligen Josef und der Apostel Peter und Paulus in den Seitenaltären zu finden ist. Die Buntglasfenster im Chorraum und die gesamte Ausmalung der Kirche sind ebenfalls sehenswert.

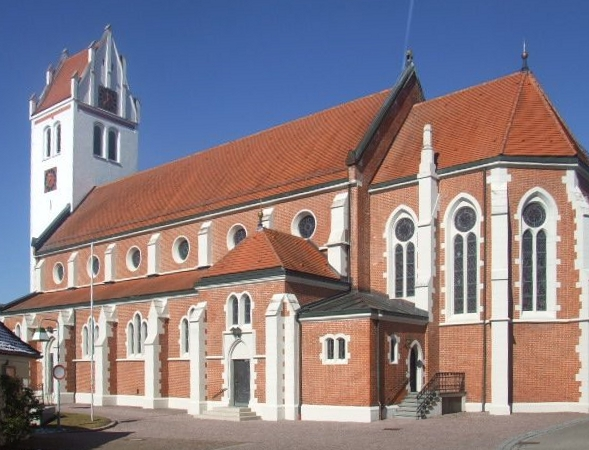
Außenansicht der Kirche
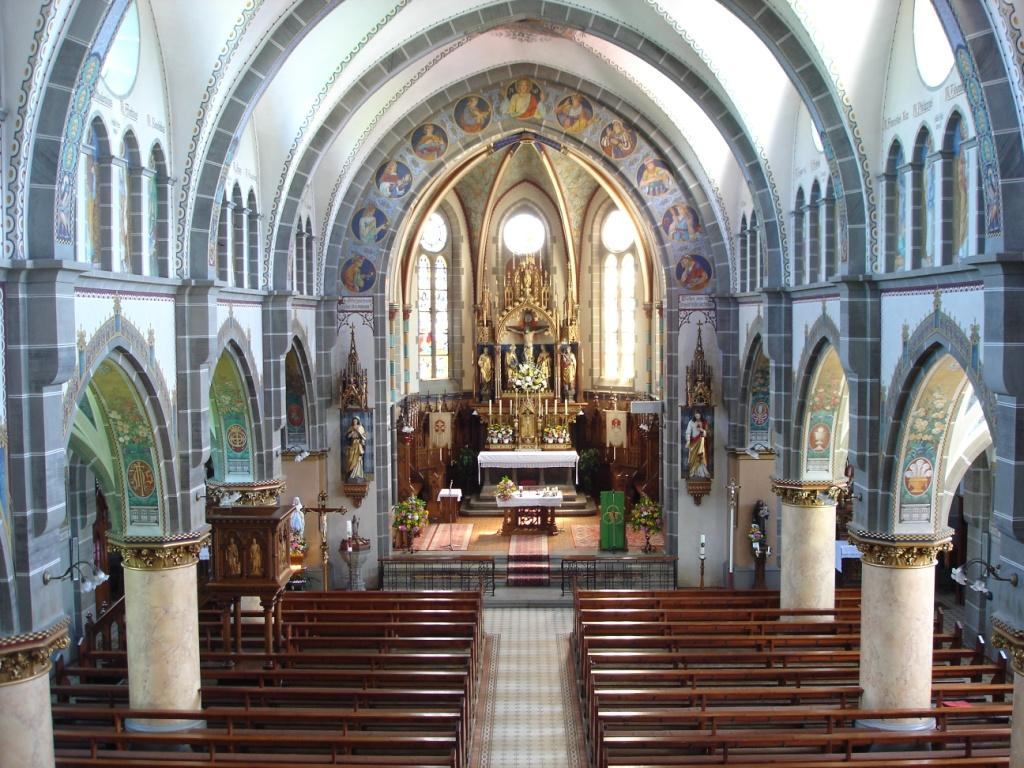
Innenraum der Kirche
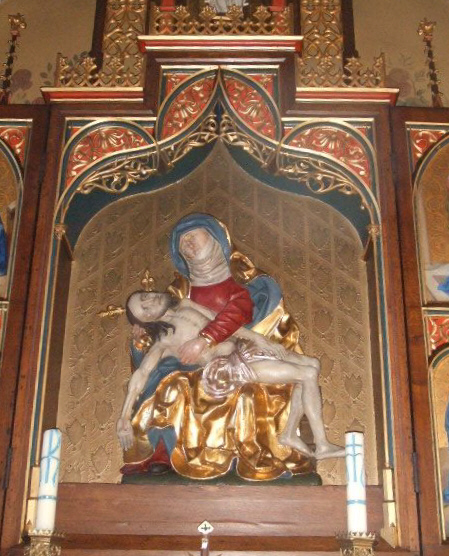
Die Pietà im Altar
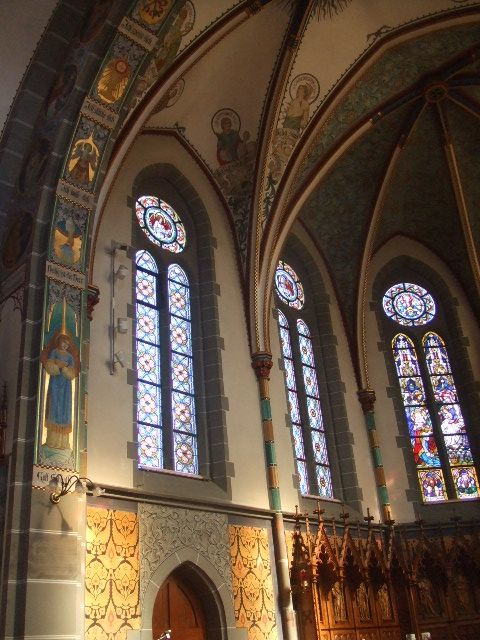
Die Buntglasfenster im Chorraum

Im Laufe der Jahre wurde die Kirche sorgfältig instand gehalten und renoviert. Eine Außenrestaurierung fand im Jahr 1979 statt, während das Innere der Kirche im Jahr 1986 renoviert wurde.
Das jährliche Kirchenpatrozinium, das „Fest zu Ehren des Heiligen Laurentius und der Heiligen Agatha“, wird am ersten Wochenende im August gefeiert und ist ein Höhepunkt im Leben der Gemeinde.